# Premi César 1980
La cerimonia di premiazione della 5ª edizione dei Premi César si è svolta il 2 febbraio 1980 alla Salle Pleyel di Parigi. È stata presieduta da Jean Marais e presentata da Pierre Tchernia, Peter Ustinov e Dorothée. È stata trasmessa da Antenne 2.
Il film che ha ottenuto il maggior numero di candidature (sei) e di premi (tre) è stato Tess di Roman Polański.

## Vincitori e candidati
I vincitori sono indicati in grassetto, a seguire gli altri candidati.

### Miglior film
- Tess, regia di Roman Polański
- Chiaro di donna (Clair de femme), regia di Costa-Gavras
- Don Giovanni, regia di Joseph Losey
- I... come Icaro (I... comme Icare), regia di Henri Verneuil

### Miglior regista
- Roman Polański - Tess
- Costa-Gavras - Chiaro di donna (Clair de femme)
- Jacques Doillon - La drôlesse
- Joseph Losey - Don Giovanni

### Miglior attore
- Claude Brasseur - Guerra tra polizie (La guerre des polices)
- Patrick Dewaere - Il fascino del delitto (Série noire)
- Yves Montand - I... come Icaro (I... comme Icare)
- Jean Rochefort - Coraggio scappiamo (Courage, fuyons)

### Miglior attrice
- Miou-Miou - La dérobade - Vita e rabbia di una prostituta parigina (La dérobade)
- Nastassja Kinski - Tess
- Dominique Laffin - La femme qui pleure
- Romy Schneider - Chiaro di donna (Clair de femme)

### Migliore attore non protagonista
- Jean Bouise - Il sostituto (Coup de tête)
- Michel Aumont - Coraggio scappiamo (Courage, fuyons)
- Bernard Blier - Il fascino del delitto (Série noire)
- Bernard Giraudeau - Histoire d'amour (Le toubib)

### Migliore attrice non protagonista
- Nicole Garcia - Le cavaleur
- Myriam Boyer - Il fascino del delitto (Série noire)
- Dominique Lavanant - Coraggio scappiamo (Courage, fuyons)
- Maria Schneider - La dérobade - Vita e rabbia di una prostituta parigina (La dérobade)

### Migliore sceneggiatura originale o miglior adattamento
- Bertrand Blier - Buffet freddo (Buffet froid)
- Alain Corneau e Georges Perec - Il fascino del delitto (Série noire)
- Jacques Doillon - La drôlesse
- Henri Verneuil e Didier Decoin - I... come Icaro (I... comme Icare)

### Migliore fotografia
- Ghislain Cloquet - Tess
- Néstor Almendros - Il fuorilegge (Perceval le Gallois)
- Bruno Nuytten - Le sorelle Brontë (Les sœurs Brontë)
- Jean Penzer - Buffet freddo (Buffet froid)

### Miglior montaggio
- Reginald Beck - Don Giovanni
- Thierry Derocles - Il fascino del delitto (Série noire)
- Henri Lanoë - Le cavaleur
- Claudine Merlin - Buffet freddo (Buffet froid)
- Claudine Merlin - Le sorelle Brontë (Les sœurs Brontë)

### Migliore scenografia
- Alexandre Trauner - Don Giovanni
- Pierre Guffroy - Tess
- Théobald Meurisse - Buffet freddo (Buffet froid)
- Jacques Saulnier - I... come Icaro (I... comme Icare)

### Migliore musica
- Georges Delerue - L'amore fugge (L'amour en fuite)
- Vladimir Cosma - La dérobade - Vita e rabbia di una prostituta parigina (La dérobade)
- Ennio Morricone - I... come Icaro (I... comme Icare)
- Philippe Sarde - Tess

### Miglior sonoro
- Pierre Gamet - Chiaro di donna (Clair de femme)
- Alain Lachassagne - Martin et Léa
- Pierre Lenoir - Retour à la bien-aimée
- Jean-Pierre Ruh - Il fuorilegge (Perceval le Gallois)

### Miglior film straniero
- Manhattan, regia di Woody Allen
- Apocalypse Now, regia di Francis Ford Coppola
- Hair, regia di Miloš Forman
- Il tamburo di latta (Die Blechtrommel), regia di Volker Schlöndorff

### Miglior cortometraggio d'animazione
- Demain la petite fille sera en retard à l'école, regia di Michel Boschet
- Barbe bleue, regia di Olivier Gillon
- Les troubles fêtes, regia di Bernard Palacios

### Miglior cortometraggio di fiction
- Colloque de chiens, regia di Raúl Ruiz
- Nuit féline, regia di Gérard Marx
- Sibylle, regia di Robert Cappa

### Miglior cortometraggio documentario
- Petit Pierre, regia di Emmanuel Clot
- Georges Demenÿ, regia di Joël Farges
- Panoplie, regia di Philippe Gaucherand
- Le sculpteur parfait, regia di Rafi Toumayan

### Premio César onorario
- Pierre Braunberger
- Kirk Douglas
- Louis de Funès

### Invitata onoraria straniera
- Ginger Rogers